# پارالمپیک زمستانی

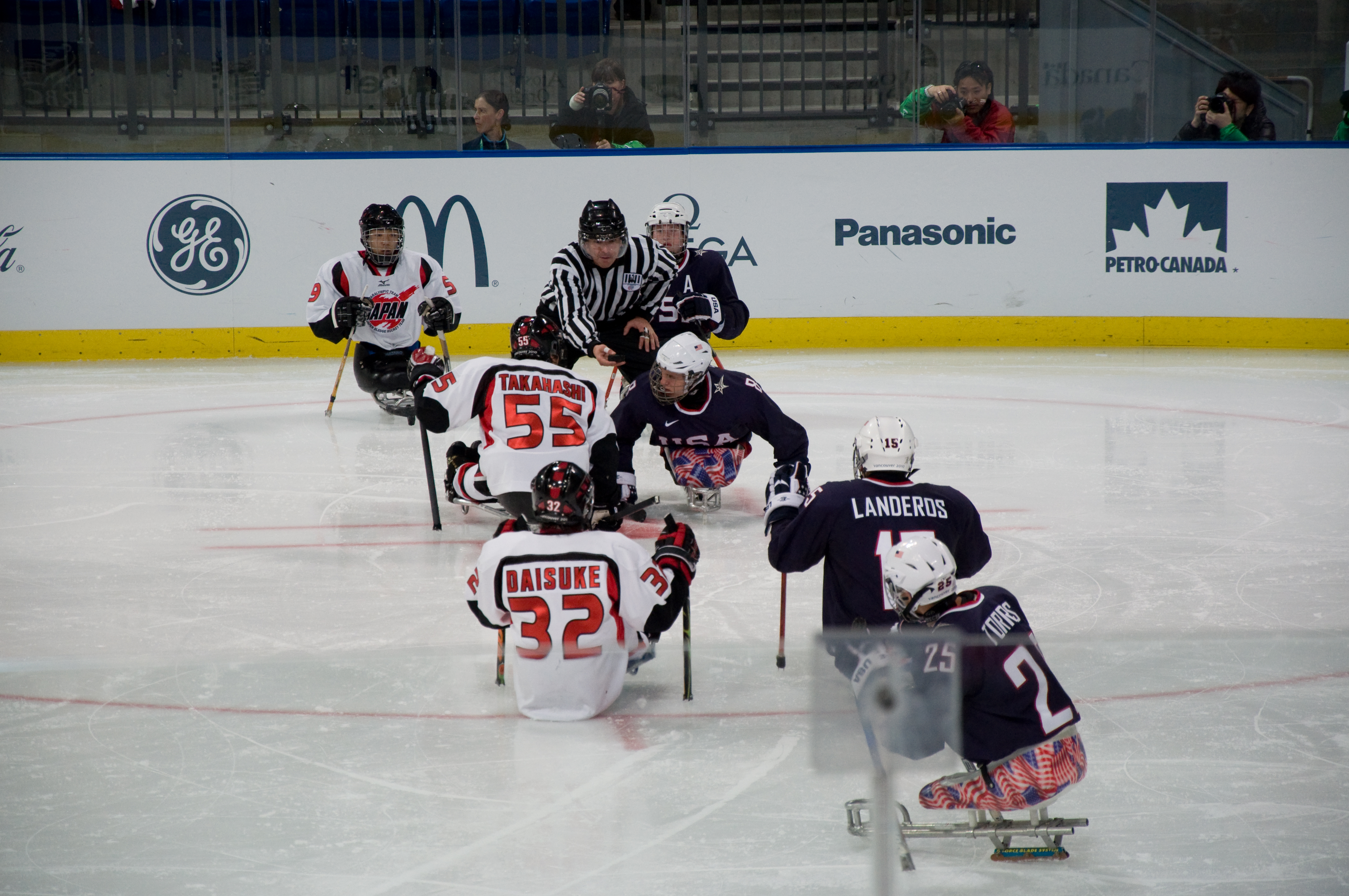
هاکی روی یخ در بازی‌های پارالمپیک زمستانی

بازی‌های پارالمپیک زمستانی یک رویداد چندورزشی برای معلولان فلج مغزی، قطع عضو و نابینایان است که هر چهار سال یکبار بلافاصله پس از پایان المپیک زمستانی در شهر میزبان المپیک زمستانی برگزار می‌گردد این مسابقات از سال ۱۹۷۶ تا کنون انجام می‌گردد. اولین دوره این رقابت‌ها در سوئد برگزار گشت این مسابقات در ورزش‌های اسکی آلپاین، هاکی روی یخ، بیاتلون و کراس اسکی برگزار می‌گردد.